# Marcel Jacob
Marcel Karl Jacob (30 de janeiro de 1964 - 21 de julho de 2009) foi um músico sueco, mais conhecido como o baixista nas bandas de hard rock Talisman e Yngwie Malmsteen. Por um curto período em 1981 Marcel também tocou junto com a banda Europe, na época ainda chamada Force.

## Biografia
Em 1978, Jacob formou a banda Rising Force junto com o guitarrista Yngwie Malmsteen. Três anos mais tarde Jacob se juntou à banda Force, que mais tarde mudou seu nome para a Europe, substituindo John Levén, que tomou o lugar de Jacob em Rising Force. Durante seu tempo no Force, Jacob escreveu a canção "Black Journey Through My Soul", juntamente com o vocalista Joey Tempest. A canção acabou sendo incluído no segundo álbum de Europe Wings of Tomorrow, renomeado "Scream of Anger". Depois de passar três meses em vigor, Jacob trocou de lugar com John Levén novamente, que aparentemente tinha conflitos com Malmsteen. Em 1985, Jacob voltou a banda Malmsteen's para tocar no álbum Marching Out e partes da turnê pelos Estados Unidos seguinte.
Em 1987 Jacob tocou no álbum Total Control, o primeiro álbum solo lançado pelo guitarrista John Norum da banda Europe. Jacob também reutilizou faixas demo de sua pré-banda com Malmsteen chamada "Power" para várias das canções incluídas no álbum. Dois anos mais tarde, ele formou a banda Talisman junto com o vocalista Jeff Scott Soto. Ao longo dos anos Talisman era o grande esforço de Jacob e a banda lançou vários álbuns de estúdio e até ao vivo em 2007.
Em 1992 Jacob tocou uma música com a participação de leão, "Nada Livre", que foi incluído em uma compilação belga e, em 1993, ele era músico convidado no álbum solo de Thomas Vikström If I Could Fly.
Thomas e Marcel tinham tocado juntos com o guitarrista Tommy Denander e o baterista Jake Samuel (The Poodles) na banda cover Horny Strings. Mais tarde, Thomas Vikström (Therion) assumiu o papel de vocalista.
No mesmo ano, Jacob foi músico convidado no álbum Something Wicked Comes do Billionaires Boys Club.
Em 1994, ele tocou no álbum auto-intitulado do The Johansson Brothers. Outra banda formada pelo Jacob foi Human Clay, juntamente com Jeff Scott Soto. Eles gravaram dois álbuns. Em 1996, Jacob tocou a música " Inspiration", era de um álbum de covers gravadas por Yngwie J. Malmsteen.
No início de 2000 Jacob estudou psicologia na Universidade de Estocolmo por alguns anos.
Em 2005, Jacob foi um dos três novos músicos para participar da banda sueca-alemã de hard rock Last Autumn's Dream por seu segundo álbum de estúdio, juntamente com o baterista Jamie Borger e tecladista Thomas Lassar. Eles foram contratados para substituir John Levén, Ian Haugland e Mic Michaeli, que tocaram no álbum de estreia, contudo não poderiam fazê-lo neste momento, devido a participar na reunião de Europe. Marcel também gravou os últimos cinco álbuns de estúdio com Last Autumn's Dream, sendo o mais recente Dreamcatcher, que foi lançado em 26 de janeiro de 2009.
Jacob fez sua última aparição no registro com a banda sueca Impulsia, no álbum Expressions, que foi lançado em 24 de setembro de 2009 pela Impulsia Music e sob Riverside Records.

## Morte
Marcel Jacob morreu no dia 21 de julho de 2009, aos 45 anos, depois de cometer suicídio.

## Discografia
Europe
Wings of Tomorrow (1984) (compositor)
Yngwie Malmsteen
Marching Out (1985)
Inspiration (1996)
Birth of the Sun/The Genesis (2002), Recorded 1980 (Member)
John Norum
Total Control (1987) (Member and songwriter)
Live in Stockholm EP (1988) (Member and songwriter)
Talisman
Talisman (1990)
Genesis (1993)
Humanimal (1994)
Humanimal Part II (1994)
Five out of Five (1994)
Life (1995)
BESTerious (compilation) (1996)
Best of... (compilation, different from above) (1996)
Truth (1998)
Live at Sweden Rock Festival (2001)
Cats and Dogs (2003)
Five Men Live (2005)
7 (2006)
Human Clay
Human Clay (1996)
u4ia (1997)
Closing The Book (compilation, remaster) (2005, 2012)
Humanimal
Humanimal (2002)
Find My Way Home E.P. (2002)
Last Autumn's Dream
II (2005)
Winter in Paradise (2006)
Saturn Skyline (2007)
Impressions: The Very Best of LAD (Japanese market) (2007)
Hunting Shadows (2007)
Live in Germany 2007 (2008)
Impressions: The Very Best of LAD (German market) (2008)
Dreamcatcher (2009)
A Touch of Heaven (2010)
Vários Artistas
Eyes – Eyes (1990)
Bai Bang – Cop to Con (1991)
Lion Share – Nothing's Free (1991)
Thomas Vikstrom – If I Could Fly (1993)
Billionaires Boys Club – Something Wicked Comes (1993)
The Johansson Brothers – The Johansson Brothers (1994)
Misery Loves Co. – Misery Loves Co. (1995)
Meldrum – Loaded Mental Cannon (2001)
Richard Andersson Space Odyssey – Embrace The Galaxy (2003)
Radioactive: "Yeah (2003)
Jim Jidhed – Full Circle (2003)
Edge of Forever – Feeding the Fire (Additional lead guitar on "Prisoner") (2004)
Deacon Street Project – Deacon Street Project (2004)
Bai Bang – The Best Of (2005)
Sha Boom – The Race Is On (2005)
Various Artists – United: Where Is The Fire DVD (2005)
Locomotive Breath – Change of Track (2006)
Speedy Gonzales – Electric Stalker (2006)
The Poodles – Metal Will Stand Tall (Co-wrote "Kingdom of Heaven" with Jake Samuel) (2006)
Impulsia – Expressions (2009)
W.E.T.- WET (2009)